# Maartje Paumen
Maartje Paumen, född 19 september 1985 i Geleen, Limburg, är en nederländsk landhockeyspelare, som spelar som mittfältare i den nederländska klubben HC Den Bosch och i Nederländernas landslag.
Paumen tog VM-guld 2006 och 2014, VM-silver 2010 samt OS-guld 2008 och 2012. Hon är öppet lesbisk.
Vid de olympiska landhockeytävlingarna 2016 i Rio de Janeiro tog hon en silvermedalj efter förlust på straffar mot Storbritannien i finalen.